# Mortal Kombat
Mortal Kombat er navnet på en populær serie af kampspil, der oprindeligt blev udviklet af Midway Games samt på en række film. Mortal Kombat (MK) startede som en serie af arkadespil, som blev konverteret til konsolmaskiner af Acclaim Entertainment. Nu laver Midway selv konsolversioner af Mortal Kombat. Noget serien er specielt anerkendt for, er dens digitaliserede sprites (som er anderledes fra dets konkurrenters hånd-tegnede sprites), og dets store blodmængder. De var så ekstreme at de, blandt andre, ledte til oprettelsen af Entertainment Software Rating Board (ESRB).

## Spil i serien
- Mortal Kombat
- Mortal Kombat II
- Mortal Kombat 3
  - Ultimate Mortal Kombat 3
    - Mortal Kombat Advance
    - Mortal Kombat 3 (DS)

  - Mortal Kombat Trilogy
- Mortal Kombat 4
  - Mortal Kombat Gold
- Mortal Kombat: Deadly Alliance
  - Mortal Kombat: Tournament Edition
- Mortal Kombat: Deception
  - Mortal Kombat: Unchained
- Mortal Kombat: Armageddon

### Mortal Kombat
Mortal Kombat er det første spil i Mortal Kombat-serien. Det ramte arkaderne i oktober 1992 og blev udgivet til SNES og Genesis i september 1993. Midway Games producerede arkade-versionen, mens Acclaim stod bag konsol-versionerne. Mortal Kombat var på mange måder en modreaktion på Capcoms populære spil Street Fighter II. I SF var figurerne tegnede og bevægede sig rundt i mere eller mindre realistiske omgivelser, men i Mortal Kombat var figurerne digitaliserede mennesker af kød og blod, der kæmpede råt og blodigt i dystre, fantasiagtige omgivelser. MK introducerede også begrebet "Fatalities", hvor en spiller efter at have besejret modstanderen kan slå denne ihjel på den mest grusomme måde. Eksempelvis kan figuren Sub-Zero rive hoved og rygsøjle af sin modstander, så kroppen falder sammen i en pøl af blod.
Mortal Kombat har 7 spilbare figurer: Johnny Cage, Liu Kang, Raiden, Sonya Blade, Kano, Scorpion, Sub-Zero og 2 skjulte: Reptile og Goro (sidstnævnte findes kun i Game Boy-versionen). Reptile er egentlig ikke spilbar, men man kan spille mod figuren ved at kæmpe på en bestemt måde.

## Film
- 1995 – Mortal Kombat
- 1997 – Mortal Kombat: Annihilation
- 1998 – Mortal Kombat: Conquest